# Crawford Lake, Cochrane District
Crawford Lake är en sjö i Kanada.   Den ligger i Cochrane District och provinsen Ontario, i den sydöstra delen av landet, 800 km nordväst om huvudstaden Ottawa. Crawford Lake ligger 167 meter över havet. Arean är 1,7 kvadratkilometer. Den sträcker sig 1,9 kilometer i nord-sydlig riktning, och 1,9 kilometer i öst-västlig riktning.
I omgivningarna runt Crawford Lake växer i huvudsak barrskog. Trakten runt Crawford Lake är nära nog obefolkad, med mindre än två invånare per kvadratkilometer.